# フィッシング・ナウ
フィッシング・ナウ（FISHING NOW）は、1996年4月から2008年3月まで放送されたがまかつ協賛の釣り番組である。主に関東地方を中心に放送されていた。番組の制作は映像シバ。
本項では、2008年4月から2010年3月まで放送された「フィッシング・ナウ2」についても併せて記述する。

## 概要
開始当初から2008年3月までは初代三笑亭夢丸が不定期で出演し、かつてテレビ朝日で放送した『がまかつ 日本列島釣りある記』と同様に案内役としてゲストと一緒に釣りをしていた。それ以外の放送ではプロアングラーが全国各地で1人でひたすら釣りをする内容だった。
2008年4月からは番組名を「フィッシング・ナウ2」に変更し、番組も大幅にリニューアル。リニューアル後は「明るく楽しい、釣りの休日」をテーマに釣り初心者の新人の女性タレントがプロアングラーと共に釣りの魅力を探求する内容になっている。ロケ地も放送エリアの関係上、関東圏がメインとなった。プロアングラー直伝の攻略法コーナーもある。
他の釣り番組によくある「プレゼントコーナー」は設けていない。
2006年4月より、とちぎテレビを除いて地上デジタルハイビジョン (HD) 製作で放映。
オープニングテーマと映像は一貫して同じものが使われてきたが、「2」では短縮版だった。
2010年3月をもって、通算14年に渡って放送されてきた番組は終了。

## 主な出演者

### 女性タレント
- 江川曜子
- 太田彩乃
- 亜矢乃 - 2009年の途中までは「大網亜矢乃」名義で出演

### プロアングラー（がまかつフィールドテスター）
- 上野ひとみ - 準レギュラー
- 鈴木斉
- 田嶋剛
- 熊谷充
- 反町裕之
- 久保野孝太郎

## 過去の出演者
- 山内麻美（2008年4月-10月）

## 放送局
最速放送のテレビ埼玉を基準とする。
| 放送局         | 放送日時                                                            | 遅れ日数         | 備考                   |
| -------------- | ------------------------------------------------------------------- | ---------------- | ---------------------- |
| 群馬テレビ     | 火曜 22時00分～22時30分                                             | 26日遅れ         |                        |
| とちぎテレビ   | 火曜 22時30分～23時00分                                             | 5日遅れ          | 09年4月より現時刻移動  |
| テレビ埼玉     | 木曜 21時00分～21時30分（本放送） 土曜 18時30分～19時00分（再放送） |                  |                        |
| KBS京都        | 木曜 22時30分～23時00分                                             | 7日遅れ          |                        |
| 北陸朝日放送   | 木曜 25時40分～26時10分                                             | 7日遅れ          |                        |
| TOKYO MX       | 土曜 12時00分～12時30分                                             | 2日遅れ          | 09年11月より現時刻移動 |
| 千葉テレビ放送 | 土曜 7時30分～8時00分                                               | 9日遅れ          |                        |
| tvk            | 日曜 15時30分～16時00分                                             | 3日遅れ          |                        |
| sky・Asports+  | 毎週日曜                                                            | 52日遅れ         | リピートあり           |
| TwellV         | 土曜 20時00分～20時30分                                             | 約1年2ヵ月半遅れ | 2009年4月開始          |

- 2008年8月からはBIGLOBEで、2009年4月からは@niftyつりで初代フィッシング・ナウが配信されている。
- 以前は三重テレビでも放送されていた。

## 番組テーマ曲（エンディング曲）
フィッシング・ナウ2より新設。1年でインストゥルメンタルの曲になった。
- 2008.4～2009.3「僕らの虹」（Two Note）